# Michèle Vergne
Michèle Françoise Vergne (* 29. August 1943 in L’Isle-Adam, Département Seine-et-Oise) ist eine französische Mathematikerin, die sich mit Analysis und Darstellungstheorie beschäftigt.

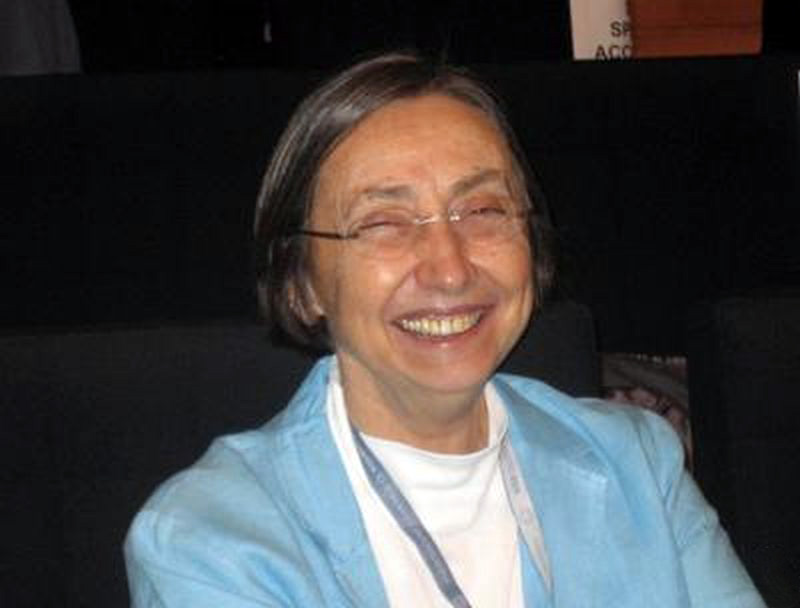
Michele Vergne, ICM Madrid 2006

## Leben und Wirken
Vergne studierte 1962 bis 1964 an der École normale supérieure de jeunes filles, die heute Teil der ENS ist. Ihre Doktorarbeit schrieb sie 1966 bei Claude Chevalley – sie trug den Titel Variété des algèbres de Lie nilpotentes – und ihre Habilitation 1971 bei Jacques Dixmier (Recherches sur les groupes et les algèbres de Lie) an der Universität Paris. Ab 1967 war sie Attachée de recherches beim CNRS. 1971–1972 war sie Lehrbeauftragte an der University of California, Berkeley. Ab 1972 war sie Chargée de recherches des CNRS, ab 1976 Maitre de recherches des CNRS und ab 1981 Directeur de recherche (DR). 1975/1976 und 1977 bis 1979 war sie Gastprofessor am Massachusetts Institute of Technology (MIT), ab 1979 Associate Professor und 1981 bis 1986 Professor am MIT. 1986 kehrte sie auf ihre DR-Position am CNRS zurück, in der sie bis 2008 tätig war.
Vergne beschäftigte sich mit der Konstruktion unitärer Darstellungen von Lie-Gruppen mit Hilfe koadjungierter Orbits der Lie-Algebra. Sie bewies eine verallgemeinerte Poissonsche Summenformel (von ihr Poisson-Plancherel-Formel genannt), die Integrale einer Funktion auf adjungierten Orbits mit Integralen ihrer Fouriertransformierten auf koadjungierten „quantisierten“ Orbits in Beziehung setzt. In den 1970er und 1980er Jahren organisierte sie eine Reihe von Konferenzen in Luminy (Universität Marseille) über Harmonische Analysis auf Lie-Gruppen mit Jacques Carmona.
Des Weiteren befasste sie sich mit der Indextheorie elliptischer Differentialoperatoren und Verallgemeinerungen derselben und mit äquivarianter Kohomologie, bei der kohomologische Aspekte einer Lie-Gruppe, die auf einer Mannigfaltigkeit operiert, mit der Kohomologie der Mannigfaltigkeit in Beziehung gesetzt werden. Mit Nicole Berline stellte sie 1985 eine Verbindung von Atiyah-Bott Fixpunktformeln mit der Charakterformel der Lie-Gruppe von Kirillov her. Die Theorie hat auch Anwendungen in der Physik (z. B. Edward Witten).
Daneben befasste sie sich auch mit Geometrie der Zahlen; Thema war die Anzahl ganzzahliger Punkte in konvexen Polyedern.
Mit Masaki Kashiwara formulierte sie eine Vermutung über die kombinatorische Struktur der Einhüllenden-Algebren von Lie-Algebren (vollständig 2006 beweisen von Anton Alekseev und Eckhard Meinrenken).
Seit 1997 ist sie Mitglied der Académie des sciences, die ihr 1980 den Prix Bordin und 1997 den Prix Ampère verlieh. Sie ist Mitglied der American Academy of Arts and Sciences und Fellow der American Mathematical Society. 1992 hielt er einen Plenarvortrag auf dem ersten Europäischen Mathematikerkongress in Paris (Cohomologie équivariante et formules de caractères). 2006 hielt sie einen Plenarvortrag auf dem Internationalen Mathematikerkongress in Madrid (Applications of Equivariant Cohomology) und 1983 war sie Invited Speaker auf dem ICM in Warschau (Formule de Kirilov et indice de l’opérateur de Dirac). 2008 war sie Emmy-Noether-Gastprofessor an der Universität Göttingen.

## Schriften
- mit G. Lion: The Weil representation, Maslov Index and Theta Series, Birkhäuser 1980
- mit Nicole Berline, Ezra Getzler: Heat kernels and Dirac operators, Springer, Grundlehren der mathematischen Wissenschaften, 1992, 2004
- Quantification geometrique et reduction symplectique, Seminar Bourbaki 2000/1
- Représentations unitaires des groupes de Lie résolubles., Seminar Bourbaki, 1973/4
- mit Michel Duflo, Jacques Dixmier: Sur la représentation coadjointe d'une algèbre de Lie , Compositio Mathematica 1974
- Applications of Equivariant Cohomology, ICM 2006